# Шарм (Кот-д’Ор)
Шарм (фр. Charmes) — коммуна во Франции, находится в регионе Бургундия. Департамент коммуны — Кот-д’Ор. Входит в состав кантона Мирбо-сюр-Без. Округ коммуны — Дижон.
Код INSEE коммуны — 21146.

## Население
Население коммуны на 2010 год составляло 124 человека.
| 1962 | 1968 | 1975 | 1982 | 1990 | 1999 | 2010 |
| ---- | ---- | ---- | ---- | ---- | ---- | ---- |
| 73   | 85   | 70   | 89   | 108  | 108  | 124  |

## Экономика
В 2010 году среди 77 человек трудоспособного возраста (15—64 лет) 55 были экономически активными, 22 — неактивными (показатель активности — 71,4 %, в 1999 году было 84,7 %). Из 55 активных жителей работали 53 человека (32 мужчины и 21 женщины), безработных было 2 (2 мужчин и 0 женщин). Среди 22 неактивных 5 человек были учениками или студентами, 13 — пенсионерами, 4 были неактивными по другим причинам.